# Йоганнес Теодор Лоренцен
Йоганнес Теодор Лоренцен, народжений 23 листопада 1855 року — помер 5 травня 1884 року, був данським мінералогом.

## Життєпис
Лоренцен став кандидатом політехнічних наук у 1877 році та з 1878 року працював асистентом у Мінералогічному музеї в Копенгагені. Він визначив дуже значну частину рідкісних мінералів з Кангердлуарсука в районі Юліанехаб у Гренландії та описав їх у низці трактатів у «Meddelelser om Grønland», II, IV та VII.
Лоренцен переїхав до Стокгольма в 1883 році, щоб вивчати геологію під керівництвом професора Вальдемара Крістофера Брьоггера в Стокгольмському університеті. У листопаді 1883 року він брав участь у створенні Стокгольмської студентської асоціації, нинішнього студентського союзу Стокгольмського університету, та став її першим головою. Він залишив посаду голови асоціації у березні 1884 року, щоб взяти участь у науковій данській експедиції до Гренландії, але помер молодим в Атлантиці.